# Kino Udarnik
Kino Udarnik so zasnovali v 30. letih 20. stoletja v Mariboru. Ta objekt je ponujal veliko javnih in zasebnih vsebin. Poleg kino dvorane je arhitekt Šubic v stavbo umestil še kegljišče, restavracijo s kavarno, trgovine, pisarne in stanovanja. V 90. letih je predstavljala najsodobnejšo kino dvorano v Mariboru.

## Kulturni pomen
O Kinu Udarnik poje skupina Čao Portorož na svojem drugem albumu.